# Enicospilus biharensis
Enicospilus biharensis là một loài tò vò trong họ Ichneumonidae.